# Desnutrición crónica en Guatemala
Guatemala es el país con la mayor tasa de desnutrición crónica infantil en América Latina al año 2020. El 46.7% de niños y niñas menores de 5 años tienen este padecimiento, según el Informe Panorama de la Inseguridad Alimentaria y Nutricional en América Latina y el Caribe 2020, presentado por Organizaciones de Naciones Unidas.
en Guatemala desde 1976 se han realizado esfuerzos para tratar el problema de la desnutrición y subalimentación, con poco avance.
La primera encuesta oficial a nivel Nacional para determinar la desnutrición crónica infantil, fue realizada por Instituto Nacional de Estadística en 1,987 como parte de la Encuesta Nacional de Salud Materno Infantil. En esta encuesta se determinó que el 62.2 de niños y niñas menores de 5 años padecen desnutrición crónica; posteriormente se realizaron 5 encuestas y para el año 2014 se encontró una prevalencia de 46.5% lo cual indica una reducción de 15.7 puntos porcentuales en 27 años. 
En el año 2005 se aprobó la Ley del Sistema Nacional de Seguridad Alimentaria y Nutricional, según decreto 32-2005 en la cual se estableció la alimentación como un derecho: «el derecho de toda persona a tener acceso físico, económico y social, oportuna y permanentemente, a una alimentación adecuada en cantidad y calidad, con pertinencia cultural, preferiblemente de origen nacional, así como a su adecuado aprovechamiento biológico, para mantener una vida saludable y activa».
A partir de la Ley se aprobó la Política de Seguridad Alimentaria Nutricional y posteriormente se creó el reglamento de la ley, según acuerdo gubernativo 75-2006. A partir de ello, se planteó una Estrategia Nacional de 10 años para la reducción de desnutrición crónica que se desarrolló durante tres administraciones gubernamentales: 
- Estrategia Nacional de Reducción de la Desnutrición Crónica ENRDC,[6] durante el gobierno de Oscar Berger 2004-2008;

- Programa de reducción de la desnutrición crónica PRDC,[7] durante el gobierno de Álvaro Colón 2009-2012 y;

- Pacto Hambre Cero PH0, durante el gobierno de Otto Pérez Molina 2013-2016

Posteriormente, la administración de Jimmy Morales planteó la Estrategia para la prevención de la desnutrición crónica 2016-2020 y actualmente en el gobierno de Alejandro Giammattei 2020- 2023 se está desarrollando el Programa Nacional de la Gran Cruzada por la Nutrición.